# Myersiohyla loveridgei
Myersiohyla loveridgei és una espècie de granota que viu a Veneçuela.